# James Stewart, 3. Baronet
Sir James Stewart, 3. Baronet (* um 1695; † 24. August 1756 in London) war ein schottisch-britischer Adliger.
Er war der Sohn und Erbe des schottischen Politikers Sir Archibald Stewart, 2. Baronet († 1704), aus dessen Ehe mit Margaret Stuart († 1719), Enkelin des James Stuart, 4. Earl of Moray († 1653).
Von seinem Vater erbte er 1704 die Orkney-Insel Burray, sowie den schottischen Adelstitel 3. Baronet, of Burray.
Er heiratete Anne Carmichael († 1779), Tochter des David Carmichael, 9. Laird of Balmedie († 1761).
Im Nachgang des Jakobitenaufstands von 1745 wurde er 1756 von seinem Lokalrivalen Captain Benjamin Moodie, 8. Laird of Melsetter (1723–1769) gefangen genommen. Er wurde des Hochverrates beschuldigt und im King’s Bench Prison in Southwark, London, inhaftiert. Er starb dort wenige Tage später 1756, bevor es zu einem Urteil kam. Als offizielle Todesursache wurde Fieber angegeben, aber es gab Gerüchte, es sei Suizid gewesen.
Da er keine Kinder hinterließ, fiel sein Adelstitel an seinen Neffen vierten Grades Alexander Stewart, 6. Earl of Galloway († 1773).